# Liste der Kulturdenkmale in Südstadt (Heidelberg)
In der Liste der Kulturdenkmale in Südstadt (Heidelberg) sind alle unbeweglichen Bau- und Kunstdenkmale des Heidelberger Stadtteils Südstadt aufgelistet, die in der Denkmaltopographie Stadtkreis Heidelberg. (= Teilband I und 2 der Denkmaltopographie Bundesrepublik Deutschland, Kulturdenkmale in Baden-Württemberg Band II.5.1, herausgegeben von Melanie Mertens. Jan Thorbecke Verlag 2013) verzeichnet sind. In der Stadt Heidelberg befinden sich rund 2900 denkmalgeschützte Gebäude.
Die Liste ist auf dem Stand von 2012/13 und verzeichnet sind die nachfolgenden unbeweglichen Bau- und Kunstdenkmäler.
Diese Liste ist nicht rechtsverbindlich. Eine rechtsverbindliche Auskunft ist lediglich auf Anfrage bei der Unteren Denkmalschutzbehörde der Stadt Heidelberg erhältlich.

## Allgemein
- Bild: Zeigt ein ausgewähltes Bild aus Commons, „Weitere Bilder“ verweist auf die Bilder im Medienarchiv Wikimedia Commons.
- Bezeichnung: Nennt den Namen, die Bezeichnung oder die Art des Kulturdenkmals.
- Lage: Straßenname und Hausnummer oder Flurstücknummer des Kulturdenkmals, gegebenenfalls auch den Ortsteil. Die Grundsortierung der Liste erfolgt nach dieser Adresse. Der Link (Karte) führt zu verschiedenen Kartendiensten mit der Position des Kulturdenkmals. Fehlt dieser Link, wurden die Koordinaten noch nicht eingetragen. Sind diese bekannt, können sie über ein Tool mit einer Kartenansicht einfach nachgetragen werden. In dieser Kartenansicht sind Kulturdenkmale ohne Koordinaten mit einem roten bzw. orangen Marker dargestellt und können durch Verschieben auf die richtige Position in der Karte mit Koordinaten versehen werden. Kulturdenkmale ohne Bild sind an einem blauen bzw. roten Marker erkennbar.
- Datierung: Baubeginn, Fertigstellung, Datum der Erstnennung oder grobe zeitliche Einordnung entsprechend des Eintrags in der zuständigen Denkmaldatenbank (Landesamt für Denkmalpflege Baden-Württemberg).
- Beschreibung: Kurzcharakteristik des Kulturdenkmals.

## Südstadt– ein relativ junger Stadtteil von Heidelberg
Die Südstadt ist ein relativ junger Stadtteil. Sie entstand nach dem Zweiten Weltkrieg aus der Erweiterung der Weststadt nach Süden bzw. des Stadtteils Rohrbach nach Norden und hat heute (ohne US-Militärangehörige) etwa 4.000 Einwohner. Die Südstadt ist damit nach der Bahnstadt und Schlierbach der drittkleinste Stadtteil Heidelbergs.
Die Südstadt teilt sich in drei Gebiete auf:
- Östlich der Rohrbacher Straße (Südstadt-Ost): Bebauung mit Einfamilienhäusern und Villen am unteren Berghang.
- Westlich der Rohrbacher Straße (Südstadt-West): Bebauung primär mit Ein- und kleineren Mehrfamilienhäusern, insbesondere im Norden und entlang der Westseite der Rohrbacher Straße auch mit größeren 3- bis 6-stöckigen Mehrfamilienhäusern.
- Im Westen: Das Hauptquartier Mitteleuropa der Landstreitkräfte der NATO in den Campbell Barracks und die umgebenden Wohngebiete vor allem für Angehörige der US-Streitkräfte (Mark-Twain-Village).

Die durch die US-Streitkräfte und die NATO genutzten Flächen inklusive des Mark-Twain-Village nehmen etwa ein Drittel der Südstadt ein und prägen diese deutlich. Auf dem Gebiet der Südstadt liegt südwestlich der Campbell Barracks das kleine Gewerbegebiet Bosseldorn, im übrigen Gebiet westlich der militärisch genutzten Flächen liegen Schrebergartenanlagen und Sportanlagen im sogenannten „Kirchheimer Loch“ zwischen mehreren Bahnanlagen.
Zur Südstadt gehört außerdem der Bergfriedhof von 1842, auf dem zahlreiche berühmte Persönlichkeiten Heidelbergs beigesetzt sind. In der parkähnlichen Anlage finden sich die Grabmale von Johann Heinrich Voß, Friedrich Ebert, Robert Bunsen oder Wilhelm Furtwängler.
Die Südstadt wird im Norden und Westen durch Bahnstrecken begrenzt. Im Osten orientiert sich die Grenze zur Altstadt (Bezirk Königstuhl) entlang einiger Wanderpfade auf den südwestlichen Vorbergen des Königstuhls. Die Grenze zu Rohrbach im Süden bildet seit der Eingemeindung Rohrbachs nach Heidelberg 1929 die Sickingenstraße, vor 1929 lag die Grenze zwischen Heidelberg und Rohrbach etwa 200 Meter nördlich – entlang der Saarstraße und der Markscheide, deren Namen noch heute auf die alte Grenzlage hinweist.

## Kulturdenkmale in Südstadt (Heidelberg)
| Bild           | Bezeichnung                                                                     | Lage                                                 | Datierung | Beschreibung | ID |
| -------------- | ------------------------------------------------------------------------------- | ---------------------------------------------------- | --------- | --- | -- |
|                | Doppelwohnhaus mit Hangstützmauer, Teilen der Einfriedung, Vorgarten und Garten | Eichendorffstraße 11, Von-der-Tann-Straße 39 (Karte) | 1904      | Villenartiger Wohnbau in repräsentativen Formen des malerischen Historismus. Von Architekt Richard Kirchhoff als Spekulationsarchitektur gehobenen Zuschnitts errichtet. Fachwerkgiebel sind heute überputzt. Im Inneren Jugendstilausstattung. Geschützt nach § 2 DSchG |    |
|                | Doppelwohnhaus mit Garten und Einfriedung                                       | Görresstraße 12, Hohe Gasse 8 (Karte)                | 1925–1927 | Teil einer von Fritz Schröder für die Deutsche Siedlungsgenossenschaft errichteten Siedlung; von anspruchsvollerer Gestaltung. Das Motiv des spätbarocken Kavaliershauses ist zu erkennen. Geschützt nach § 2 DSchG |    |
| Weitere Bilder | Katholische Pfarrkirche St. Michael mit freistehendem Glockenturm und Vorplatz  | Kirschgartenstraße 35 (Karte)                        | 1960–1963 | Natursteinverkleideter Stahlbetonbau nach Entwürfen von Manfred Schmitt-Fiebig; über dem Grundriss eines auf die Spitze gestellten Quadrats ist ein Zeltdach überdeckt, das zur Ostspitze ansteigt. Ein beeindruckender zentralisierender Einheitsraum. Geschützt nach § 2 DSchG |    |
| Weitere Bilder | Wasserhochbehälter mit Grünanlage                                               | Panoramastraße, zwischen 59 und 61 (Karte)           | 1926      | Erbaut vom Städtischen Hochbauamt zur Trinkwasserversorgung der Südstadt, entworfen vermutlich von Friedrich Haller. Aufwendig gestaltete Werksteinfassade wegen seiner Lage in einem projektierten Villengebiet. Geschützt nach § 2 DSchG |    |
|                | Villa mit Garten und Einfriedung                                                | Panoramastraße 85 (Karte)                            | 1912      | Von Robert Edelmaier für Ernst Kürz erbaut. Der Bau ist ein Vertreter der an der Baukunst um 1800 orientierten Reformbewegung (Bezug zu Friedrich Weinbrenner). Geschützt nach § 2 DSchG |    |
|                | Landhaus mit Garten und Einfriedung                                             | Panoramastraße 93 (Karte)                            | 1903      | Für Professor Kraft von Hans Widmoser erbaut. Musterbeispiel zeitgenössischer Landhausarchitektur Geschützt nach § 2 DSchG |    |
| Weitere Bilder | Kirche für Headquarters und Mark-Twain-Village der US-Streitkräfte              | Römerstraße 117 (Karte)                              | 1951      | Nach einem Entwurf Emil Serinis (Mannheim) für die Angehörigen verschiedener Konfessionen im Mark-Twain-Village errichtet. Geschützt nach § 2 DSchG |    |
| Weitere Bilder | Großdeutschlandkaserne, später Campbell Barracks                                | Römerstraße 166, 168 (Karte)                         | 1936/37   | Durch das Heeresbauamt Mannheim unter Leitung von Dietrich Lang für das Infanterieregiment Nr. 110 der Wehrmacht errichtet. Seit 1945 durch die US-Army genutzt, später Hauptquartier der US-Army Europe und der Landstreitkräfte der NATO. Dem Konzept lagen Einheitspläne für Kasernenbauten der Wehrmacht zugrunde, die im Rahmen der Wiederaufrüstung entwickelt worden waren. Geschützt nach § 2 DSchG |    |
|                | Pension Haus Diana mit Vortreppe und Garten                                     | Rohrbacher Straße 152, 154 (Karte)                   | 1952–1956 | Von Hanns A. Pfeffer für Elfriede Werner errichtet. 1999–2001 Umbauten und Verkleinerung des Betriebs. Viele Details verweisen auf die Ästhetik der 1950er Jahre, vor allem das Foyer. Geschützt nach § 2 DSchG |    |
|                | Pumpen- und Brunnenhaus                                                         | Schrebergartenweg 14 (Karte)                         | 1914      | An der heute stillgelegten Bahntrasse zum damals neu erstellten Güter- und Rangierbahnhof zur Wasserversorgung der Dampflokomotiven erbaut. Bau erinnert an ein Bauernhaus, verwirklicht also die Ideale der Heimatschutzbewegung in dieser ländlichen Bauform. Geschützt nach § 2 DSchG |    |
| Weitere Bilder | Bergfriedhof                                                                    | Steigerweg 20 (Karte)                                | 1842–1844 | Mit Friedhofskapelle, Leichenhalle, Krematorium und Grabstellen, sowie Jüdischer Friedhof, nach dem Vorbild englischer Landschaftsgärten gestaltet, Friedhofskapelle und Nebenbereiche teilweise umgebaut, 1891 um ein Krematorium erweitert, jüdische Friedhof bis heute belegt Geschützt nach § 2 DSchG                                                                                                   |    |
|                | Doppelwohnhaus mit Vorgarten                                                    | Von-der-Tann-Straße 22, 24 (Karte)                   | 1921/22   | Von Hermann Kölmel für sich und Ludwig Ziegler erbaut. Blockhafter Putzbau mit hohem vorkragenden Walmdach und exakt spiegelsymmetrisch konzipierten Haushälften. Geschützt nach § 2 DSchG | BW |
|                | Landhaus mit Garten und Einfriedung                                             | Von-der-Tann-Straße 35 (Karte)                       | 1905      | Von Artur Nattermüller für Ludwig Kaltschmitt junior errichtet. Typ des Landhauses im späthistoristischen Heimatstil. Geschützt nach § 2 DSchG |    |
|                | Landhaus mit Garten und Einfriedung                                             | Von-der-Tann-Straße 37 (Karte)                       | 1904      | Von Jakob Johann Bozung für Friedrich Baethgen erbaut. Ungewöhnliche Gliederung in zweigeschossigen Haupt- und einen eingeschossigen Seitenflügel. Ein qualitätvoller Vertreter des Späthistorismus. Geschützt nach § 2 DSchG |    |